# Wa (Nhật Bản)
Wa (倭, "Nhật Bản, Người Nhật", Tiếng Trung 倭; Đông Hán: *ʔwɑi > *ʔuɑi > Tiếng Hán cổ: ʔuɑ > Pinyin：Wō) dùng để chỉ tên gọi Nhật Bản trong các văn tự Trung Quốc cổ đại (những cái tên như Phù Tang, Bông Lai chỉ là thần thoại)

Hán tự cho Wō hoặc Wa

Trung Quốc và Triều Tiên đã sử dụng nó để gọi các thuật ngữ địa lý của phần tây nam Nhật Bản ngày nay , chủ yếu là đảo Kyushu. Ý nghĩa của thuật ngữ này khác nhau theo thời gian, sớm nhất là các tiểu quốc được thành lập tại bán đảo Triều Tiên sử dụng để gọi người Di sinh trên đảo Kyushu.